# Robert F. Kennedy
Robert Francis „Bobby” Kennedy (n. 20 noiembrie 1925 - d. 6 iunie 1968), cunoscut și prin acronimul R.F.K., a fost un om politic american, procuror general și apoi senator al Statelor Unite ale Americii.

## Biografie
Din 1961 până în 1964 a fost procurorul general al Statelor Unite ale Americii. Din 1965 până în 1968 a ocupat funcția de senator de New York. Robert Kennedy este fratele mai mic al președintelui american John F. Kennedy; el i-a fost consilier pe durata mandatului prezidențial. Vreme de nouă luni după asasinarea lui John Kennedy (noiembrie 1963), Robert F. a rămas Procuror General sub noul președinte american, Lyndon B. Johnson. În septembrie 1964, Kennedy se retrage din funcție, urmărind să intre în senat. Timp de câțiva ani, el va fi implicat într-un dezacord public cu președintele Johnson, în privința Războiului din Vietnam.

## Data asasinării
La începutul lui 1968, Kennedy se hotărăște să candideze pentru președinția Statelor Unite, căutând să fie nominalizat de către Partidul Democrat. După un prim succes în fața senatorului statului Minnesota Eugene McCarthy, Kennedy este împușcat în data de 5 iunie și moare a doua zi. La 9 iunie, președintele Johnson declară zi de doliu național, în memoria lui Kennedy.